# Senado Democrático
Senado Democrático o Senadores por la Democracia fue el nombre que adoptaron varias candidaturas conjuntas al Senado que, para las elecciones generales españolas de 1977, formaron el PSOE (los socialistas se presentaron dentro de coaliciones progresistas y de izquierdas en varias circunscripciones), el partido democristiano Izquierda Democrática, que en las candidaturas al Congreso formaba parte del Equipo de la Democracia Cristiana, la Alianza Liberal de Joaquín Satrústegui e independientes. En Asturias participó también el PCE.
Su propósito era impedir que fuerzas involucionistas pudieran controlar el Senado e impedir las reformas. En palabras de Joaquín Satrústegui:

... el Senado, que había sido concebido por los hombres del franquismo como un freno del proceso hacia la democratización del país, no pondrá ningún obstáculo a las iniciativas del Congreso de los Diputados.

Las candidaturas de Senado Democrático obtuvieron representación en siete provincias (consiguiendo 16 senadores en total):
- Asturias: Atanasio Corte Zapico (ID), Wenceslao Roces (PCE), sustituido en 1977 por Fernando Morán, debido a razones de salud, y Rafael Fernández (PSOE).
- Badajoz: Juan Antonio Cansinos Rioboo (PSOE), Alfonso Moreno de Acevedo (ID)
- Burgos (la candidatura se llamó aquí Unidad Democrática para el Senado): Juan José Laborda (PSOE).
- Granada (la candidatura se llamó aquí Senado Democrático para Granada): José Vida Soria (PSOE), Nicolás de Benito Cebrián (independiente), Juan José López Martos (independiente).
- Madrid: Joaquín Satrústegui (AL), Mariano Aguilar (PSOE), Manuel Villar (ID)
- Málaga: Enrique Brinkmann (independiente), Antonio García Duarte (PSOE), Braulio Muriel (independiente)
- Murcia (la candidatura se llamó aquí Agrupación Electoral para un Senado Democrático): Antonio López Pina (independiente).

En total, obtuvieron escaño 6 miembros del PSOE, 3 de ID, 1 de AL y 1 del PCE, a los que se unieron cinco independientes. Los seis senadores socialistas y dos de los independientes se integraron en el grupo parlamentario Socialistas del Senado. Dos de los tres de Izquierda Democrática, junto con tres independientes, y los senadores de AL y PCE, se unieron al grupo parlamentario Progresistas y Socialistas Independientes. El otro senador de ID, Moreno de Acevedo, ingresó en el Grupo Mixto.